# Clément Lenglet
Clément Nicolas Laurent Lenglet (Phát âm tiếng Pháp: [klemɑ lɑɡlɛ]; sinh ngày 17 tháng 6 năm 1995) là một cầu thủ bóng đá người Pháp thi đấu ở vị trí trung vệ cho câu lạc bộ Atlético Madrid theo dạng cho mượn từ Barcelona.
Anh bắt đầu sự nghiệp của mình với Nancy, xuất hiện 85 lần từ khi ra mắt vào năm 2013 và giành được danh hiệu Ligue 2 trong mùa giải 2015–16. Vào tháng 1 năm 2017, anh gia nhập Sevilla với mức phí 5,4 triệu euro, sau đó anh tiếp tục ra sân 73 trận, ghi 4 bàn, trong một thời gian dài 18 tháng trước khi gia nhập Barcelona với giá 35 triệu euro.

## Thống kê sự nghiệp

### Câu lạc bộ
Tính đến ngày 16 tháng 5 năm 2021
| Câu lạc bộ          | Mùa giải            | Giải đấu            | Giải đấu | Giải đấu | Cúp quốc gia | Cúp quốc gia | Cúp liên đoàn | Cúp liên đoàn | Châu Âu | Châu Âu | Khác | Khác | Tổng cộng | Tổng cộng |
| Câu lạc bộ          | Mùa giải            | Hạng                | Trận     | Bàn      | Trận         | Bàn          | Trận          | Bàn           | Trận    | Bàn     | Trận | Bàn  | Trận      | Bàn       |
| ------------------- | ------------------- | ------------------- | -------- | -------- | ------------ | ------------ | ------------- | ------------- | ------- | ------- | ---- | ---- | --------- | --------- |
| Nancy               | 2013–14             | Ligue 2             | 3        | 0        | 0            | 0            | 0             | 0             | —       | —       | —    | —    | 3         | 0         |
| Nancy               | 2014–15             | Ligue 2             | 22       | 0        | 2            | 0            | 2             | 0             | —       | —       | —    | —    | 26        | 0         |
| Nancy               | 2015–16             | Ligue 2             | 34       | 2        | 1            | 0            | 1             | 0             | —       | —       | —    | —    | 36        | 2         |
| Nancy               | 2016–17             | Ligue 1             | 18       | 0        | 0            | 0            | 2             | 0             | —       | —       | —    | —    | 20        | 0         |
| Nancy               | Tổng cộng           | Tổng cộng           | 77       | 2        | 3            | 0            | 5             | 0             | —       | —       | —    | —    | 85        | 2         |
| Sevilla             | 2016–17             | La Liga             | 17       | 0        | 1            | 0            | —             | —             | 1       | 0       | —    | —    | 19        | 0         |
| Sevilla             | 2017–18             | La Liga             | 35       | 3        | 8            | 0            | —             | —             | 11      | 1       | —    | —    | 54        | 4         |
| Sevilla             | Tổng cộng           | Tổng cộng           | 52       | 3        | 9            | 0            | —             | —             | 12      | 1       | —    | —    | 73        | 4         |
| Barcelona           | 2018–19             | La Liga             | 23       | 1        | 9            | 1            | —             | —             | 12      | 0       | 1    | 0    | 45        | 2         |
| Barcelona           | 2019–20             | La Liga             | 28       | 2        | 3            | 1            | —             | —             | 9       | 1       | 0    | 0    | 40        | 4         |
| Barcelona           | 2020–21             | La Liga             | 33       | 1        | 5            | 0            | —             | —             | 8       | 0       | 2    | 0    | 48        | 1         |
| Barcelona           | Tổng cộng           | Tổng cộng           | 84       | 4        | 17           | 2            | —             | —             | 29      | 1       | 3    | 0    | 133       | 7         |
| Tổng cộng sự nghiệp | Tổng cộng sự nghiệp | Tổng cộng sự nghiệp | 213      | 9        | 29           | 2            | 5             | 0             | 41      | 2       | 3    | 0    | 291       | 13        |

### Quốc tế
Tính đến ngày 16 tháng 11 năm 2021
| Đội tuyển quốc gia | Năm       | Trận | Bàn |
| ------------------ | --------- | ---- | --- |
| Pháp               | 2019      | 7    | 1   |
| Pháp               | 2020      | 4    | 0   |
| Pháp               | 2021      | 4    | 0   |
| Tổng cộng          | Tổng cộng | 15   | 1   |

### Bàn thắng quốc tế
Bàn thắng và kết quả của Pháp được để trước.
| # | Ngày                | Địa điểm                           | Đối thủ | Bàn thắng | Kết quả | Giải đấu            |
| - | ------------------- | ---------------------------------- | ------- | --------- | ------- | ------------------- |
| 1 | 10 tháng 9 năm 2019 | Stade de France, Saint-Denis, Pháp | Andorra | 2–0       | 3–0     | Vòng loại Euro 2020 |